# Italia piccola
Italia piccola è un film italiano del 1957 diretto da Mario Soldati. Considerato uno dei migliori film dei regista, è perduto, non essendone sopravvissuta alcuna scena.